# グレズリー式連動弁装置
グレズリー式連動弁装置 (グレズリーしきれんどうべんそうち、Gresley conjugated valve gear) は蒸気機関車の弁装置の一つであり、ロンドン・アンド・ノース・イースタン鉄道 (LNER) の主任機械技師ナイジェル・グレズリー (Nigel Gresley) によりハロルド・ホルクロフト (Harold Holcroft) の協力を得て設計された。これにより、三気筒蒸気機関車の中央シリンダーの弁装置を、外側二気筒の弁装置からの連動梃によって駆動できる様になった。開発にはホルクロフトの貢献が大であったことを示すため、「グレズリー-ホルクロフト弁装置」と呼ばれることもある。

## 原理
グレズリー式連動弁装置は実質上は付加装置であって、外側二気筒の弁装置の位置を逆向きに合成して中央シリンダーの弁位置を決めている。三気筒蒸気機関車によくみられる外側弁装置と中央弁装置とをつなぐ梃の一種で、軸位置が外側弁装置からの梃によって動くものとも考えられる。

## 構造
構成要素しては、2:1のレバー比を持ち、台枠等車体フレームに設けられた支点に支持され、長辺側に第一気筒（右先行の場合は右気筒）を接続された「2to1 lever（別名 : 連動大テコ）」と、1:1のレバー比を持ち「2to1 lever」の短辺に設けられた支点に支持され、両端を第2（右先行の場合は左気筒）・第3気筒に接続された「equal lever（別名 : 連動小テコ）」の僅か2本のテコとそれと弁装置をつなぐリンクとで構成された非常に簡潔かつ巧妙な構造である反面、連動タイミングの狂いを自動で補正する機構を一切持たないため正常作動のために精密な初期調整と頻繁な補正調整を要するという非常にデリケートな側面をあわせ持つ。

## クランク位相角
グレズリー式弁装置を装備した蒸気機関車では、レバーを使って中央シリンダーのバルブ作動角を合成する関係上、三つのピストンの位相は正確に 120 度でなければならない。クランク軸よりも前にある車軸を避けるため、中央シリンダを外側シリンダよりも上に、やや下向きに傾けて取り付ける配置が典型的である。そこで、クランク位相角を（たとえば 120/113/127 度といった具合に）120度からずらすことで内側シリンダーの傾斜分を補正し、トルクが回転角によらず一定となる様にした。これにより、三気筒機関車でも等間隔の排気音が等間隔（屋上屋）となる様なシリンダーからの排気ブラストタイミングとなっている。

## 問題点
平時、十分な検査と整備調整が行われる分には連動設計はよく機能したが、第二次世界大戦時の不十分な整備下での苛酷な運用条件には向かないことが明らかとなった。
もともとこの機構は外側2つの一次弁装置の誤差が加算され両者における運動の不規則性が倍化されるため、合成式弁装置においてはそうした誤差が2倍になって現れ、その誤差が蒸気分配の不揃いにより3つの気筒の動力発生に不均衡が生じていたからである。
特に高速運転時にはその誤差の影響が顕著であり、中央シリンダー圧力が異常に増加し全駆動力に対する中央シリンダーの負担率が異常上昇する傾向があることがLNERでの試験の結果などから知られている。A3型での試験では約70km/hまでの負荷率は凡そ均等であるが、それを超えた辺りから速度上昇に連れ急激に中央シリンダーの負荷率が上昇していた。
連動弁装置における連動テコの剛性不足による変形に関して設計者のHarold氏は明確に否定し、レバー類やブラケット類の剛性は弁の運動に相当する負荷がかかっても、目立った変形を生じない程度のものであり、もし何らかの剛性不足があるとすればそれは他の部位の問題であるとした。
新車状態においても既に存在したが、整備不良によってリンクの支点や結合部に遊びが発生すると、もともと不均等であったバルブの位置決めがさらに不正確になることによってこの傾向がより顕著となる問題で、これは高速蒸機として有名なA4形流線形パシフィック型蒸気機関車の中央シリンダ連結棒のビッグエンドの発熱及びメタル焼きつき問題として生じた。
応急処置としてピストン径を小径化するとともにテコのレバー比を変更するなどして、中央シリンダーの出力を下げる調整が行われたがそれでもこの高速時の中央シリンダの過剰出力傾向はあまり改善されなかった。A4マラード号が最高速記録達成直後に中央シリンダーメインロッドのビックエンドメタルを焼損破損する一因ともなった（破損事故時、総牽引力に対しての中央シリンダの負担率は50％を超えていたとされオーバーロードが主原因であった）。
そのため、当初は構造の単純さが買われ多くの国や鉄道会社で採用されたものの高頻度の再調整を要しデリケートすぎる点が影響し第二次世界大戦中の混乱期に稼働率を大きく落とし、戦後搭載機の多くが淘汰されることになった。1942年にアーネスト・スチュワート・コックスの作成したレポートにはLMSの機関車と比較して6倍の故障が起きていること、固有の欠陥があり世界中で使用が中止されていること、理論的には正しいが実際は正しく作動していないこと、新しい機関車にこの設計を用いてはいけないと書かれている。
また、グレズリーの後継者であるエドワード・トンプソンはこの弁装置に特に批判的で、新設計の2気筒蒸気機関車を導入するとともに、グレズリーの設計した蒸気機関車を3気筒ともワルシャート式弁装置とするように改造しようと計画した。グレスリーの設計は技術的に重大な欠陥があり故障ばかりしていたが、英国ではそのことに触れずトンプソンの個人的な感情による判断と解説されることが多く、「グレズリーが正しく」「トンプソンは悪い」との考えに陥っている。

## アメリカ合衆国およびオーストラリア

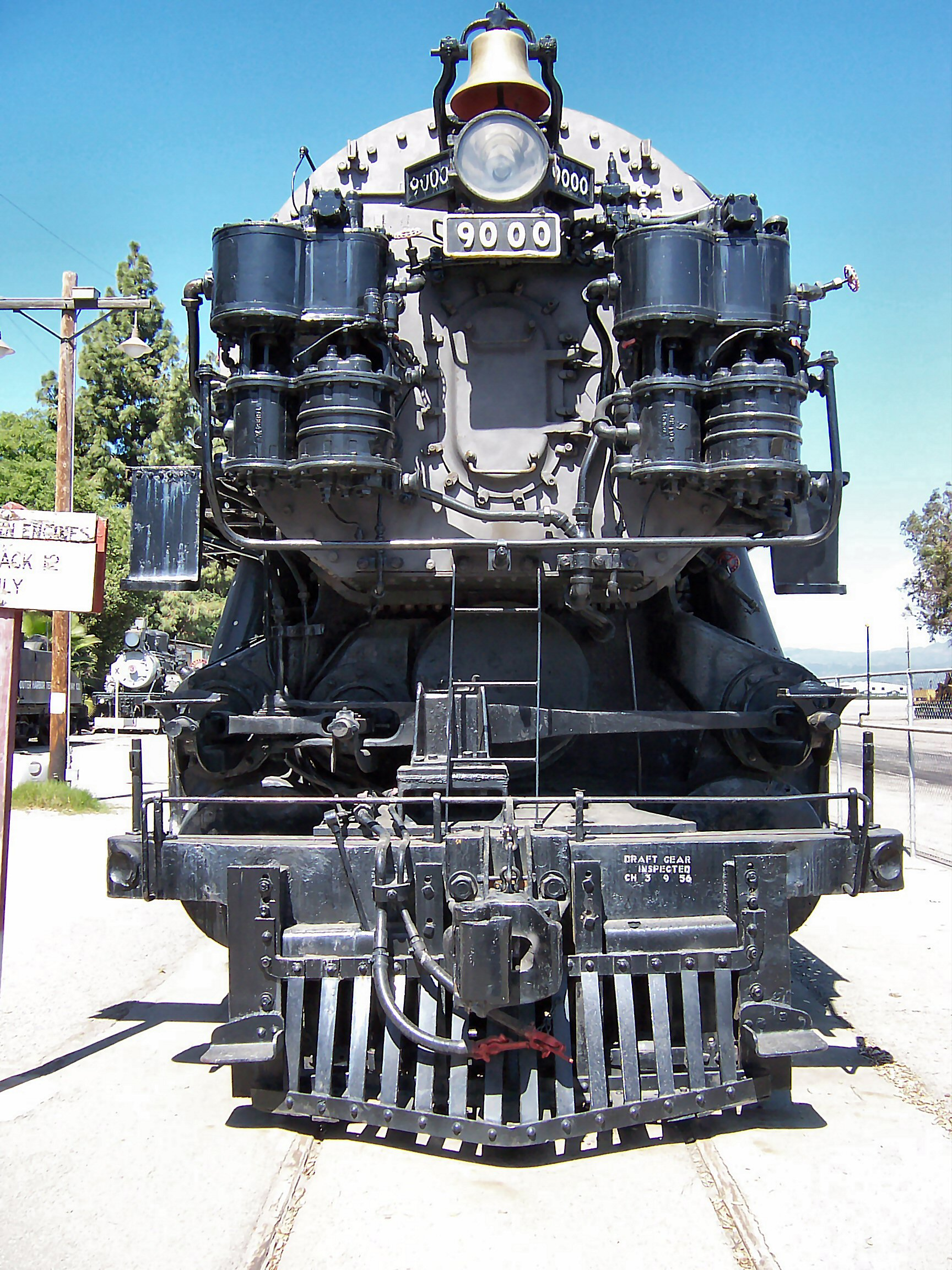
この4-12-2機関車では中央シリンダーとグレズリー弁装置が煙室の下に露出している

アメリカン・ロコモティヴ (American Locomotive Company) はグレズリー式連動弁装置のライセンスを取得し、ユニオン・パシフィック鉄道向け4-12-2蒸気機関車に用いた。これはグレズリー式弁装置を用いた最大の機関車である。ウォーバッシュ鉄道ではクラスK5に採用されたが機械的な問題、メインロッドが納入後すぐに故障するなどの不具合が多発したため建造から約20年後の1943年から2シリンダーのen:Wabash class P1へボイラーを供給するため廃車された。
また、オーストラリアのヴィクトリア鉄道向けS形4-6-2蒸気機関車やニューサウスウェールズ鉄道D57形 4-8-2 蒸気機関車にも用いられた。

## 日本
アメリカから試験的に輸入された旅客用蒸気機関車C52形(炭水車は日本製)ならびにC52形を参考とし日本で設計製造されたC53形に使用された。このほか、日本の勢力下にあった満鉄向けの貨物用蒸気機関車としてアメリカから輸入、後に日本の車両メーカーと満鉄自社の工場で追加製造されたミカニ形にも使用された。

## 参照
1. ↑  Restoration of Gresley A4 #60019 Bittern A4形のグレズリーおよびワルシャート式弁装置の模式図 - 2006年10月4日確認
2. ↑  Public Record Office Victoria photograph of cylinder castings for VR S class -2006年10月4日確認。中央シリンダの傾斜に注目。
3. ↑  Report on "2 to 1" Gresley valve gear on L.N.E.R. 3-cylinder locomotives
4. ↑  “(LNER) Encyclopedia Edward Thompson page”. 2006年10月1日閲覧。
5. ↑  “(LNER) Encyclopedia A1/1 page”. 2006年10月1日閲覧。
6. ↑  https://rchs.org.uk/wp-content/uploads/2021/03/FINAL-Wilson-LNER_2.pdf#page=35
7. ↑  H.C.B. Rogersの著書
8. ↑  . https://www.theguardian.com/culture/2001/nov/24/artsfeatures
9. ↑  https://www.pen-and-sword.co.uk/blog/author-guest-post-tim-hillier-graves/
10. ↑  https://www.steamlocomotive.com/locobase.php?country=USA&wheel=2-8-2&railroad=wabash#23
11. ↑  “AHRS Railway Museum History: 1900 - 1950”. 2006年10月1日閲覧。
12. ↑  “australiansteam.com NSW page”. 2006年10月1日閲覧。